# Brachypogon pollices
Brachypogon pollices är en tvåvingeart som beskrevs av Debenham 1991. Brachypogon pollices ingår i släktet Brachypogon och familjen svidknott. Inga underarter finns listade i Catalogue of Life.